# 第13回ジャパンボウル
第13回ジャパンボウルは1988年1月10日、横浜スタジアムで行われたカレッジフットボールのオールスター東西対抗戦。ハイズマン賞を受賞したノートルダム大学のティム・ブラウンなど、全米509大学から選ばれた66人が選抜された。西軍が17-3で2年連続10回目の勝利をあげた。

## 試合開催前の話題
WR、RB、リターナーをこなすハイズマン賞受賞者のノートルダム大学のティム・ブラウン、シラキュース大学のドン・マクファーソン、ミシガン州立大学のロレンゾ・ホワイト、ルイジアナ州立大学のウェンデル・デービス、マイアミ大学の、ベニー・ブレイズ、空軍士官学校のチャド・ヘニングス、UCLAのケン・ノートン・ジュニアなどが注目された。

## 試合経過
東軍はシラキュース大学のドン・マクファーソンがボストンカレッジのダレン・フルーティーに50ヤードのパスを通し、敵陣12ヤードまで前進、4プレー後にシラキュース大学のティム・ベスリング(Tim Vesling)が28ヤードのFGを成功し、試合開始から5分3秒で3-0と先制したが、その後西軍のディフェンスラインが相手QBにプレッシャーを与え続け、無失点に抑えた。西軍は第1Q残り48秒にフレズノ州立大学のジェスロ・フランクリンがマクファーソンがファンブルしたボールを敵陣29ヤードで奪った。このチャンスにサンディエゴ州立大学のQBトッド・サントスがQBスニークで敵陣1ヤード地点まで前進しファーストダウンを獲得、1ヤードを飛び込んでTDをあげて逆転、第3QにはテキサスA&M大学のキース・ウッドサイドが24ヤードを走った後、フレズノ州立大学のバリー・ベリ(Barry Belli)の24ヤードのFGで追加点をあげた。第4Qにはサントスがアイオワ大学のケビン・ハーモンへの9ヤードのパスとQBスニークでファーストダウンを獲得、サンノゼ州立大学のガイ・リギンズ(Guy Liggins)に39ヤードのTDパスをあげて追加点をあげた。
MVPには空軍士官学校のディフェンスラインマンでアウトランド賞を獲得しているチャド・ヘニングズ、最優秀攻撃選手にトッド・サントス、最優秀守備選手にニール・スミスが選ばれた。
ウェストのヘッドコーチは、テキサスA&M大学のジャッキー・シェリル、イーストのヘッドコーチは、ノートルダム大学のルー・ホルツであり、両者はこの年1月1日のコットンボウルでも対戦し、テキサスA&Mが35-10で勝利していた。
ハイズマン賞を受賞したティム・ブラウンはフロリダ大学のカーウィン・ベルから6ヤードのパスを第4Qにキャッチするまで、抑えられた。